# Domus transitoria
La Domus Transitoria était l'un des palais impériaux du mont Palatin à Rome. 
Elle était l'habitation impériale la plus ancienne de Néron, détruite lors du grand incendie de Rome de 64 et remplacée par la suite par la domus Aurea. 
La maison tire son nom de maison du passage du fait de son rôle de jonction entre le mont Palatin et l'Esquilin.
À cause de sa destruction en 64 et du projet beaucoup plus ambitieux mis en œuvre dans la Domus Aurea, on n'en trouve plus guère que quelques traces sous la Domus Flavia de Domitien.

## Images

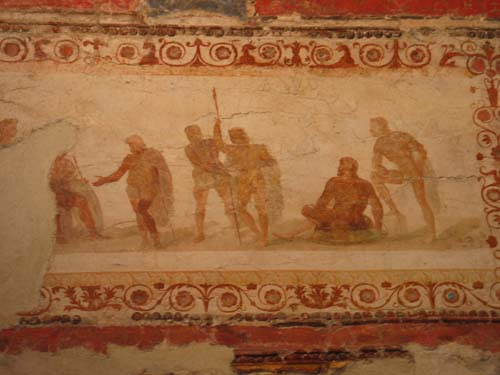
fresques du 4e style
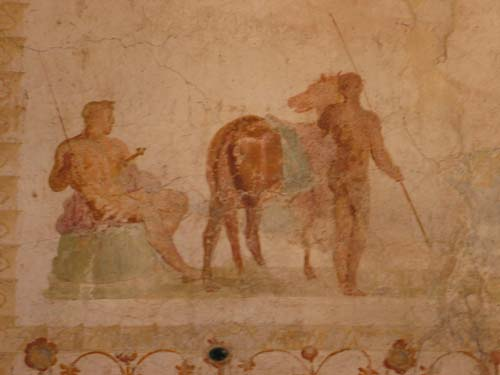
fresques du 4e style

## Sources
- (it) Cet article est partiellement ou en totalité issu de l’article de Wikipédia en italien intitulé « Domus Transitoria » (voir la liste des auteurs).